# مبارزه (فیلم ۲۰۱۰)
مبارزه 
(به تلوگویی: Ragada) فیلمی محصول سال ۲۰۱۰ و به کارگردانی ورو پولتا است. در این فیلم بازیگرانی همچون آکینی ناگرجونا، آنوشکا شتی، پریامانی، کوتا سرینیواسا راو و سوشانت سینگ ایفای نقش کرده‌اند.